# 対馬丸
対馬丸（つしままる）は、日本郵船のT型貨物船の一隻で、総トン数6,754トンの貨物船。旧字体の表記は對馬丸。
太平洋戦争中の1944年8月、疎開船として民間人や児童ら計約1,700名を乗せて那覇から長崎へ向かう途中、8月22日にアメリカ海軍の潜水艦「ボーフィン」からの魚雷攻撃を受け沈没し、大きな犠牲を出した。

## 概要
日本郵船が貨物船隊の改善のために、1912年（明治45年/大正元年）から整備を開始したT型貨物船のうち、欧州航路向けの第1期船6隻のうちの一隻として、グラスゴーのラッセル造船所で高田丸とともに建造される。船価は9万4500ポンドを計上した。T型貨物船はプロトタイプや鈴木商店が建造した同型船を合わせて26隻におよび大所帯であるが、プロトタイプの徳島丸（6,055トン）および鳥取丸（6,057トン）を除けば、対馬丸と高田丸のみが総トン数の面で7,000トンを割り込んでいる。竣工後は第一次世界大戦真っ只中の欧州航路などに就航して、連合国向けの軍需品や食糧輸送で成果を収め、特に対馬丸は1916年（大正5年）6月21日、再開されたパナマ運河を経由する貨物船として、横浜～東回りニューヨーク航路第1便として横浜を出航するという栄誉に輝いた。しかし、時代が下って大阪商船の畿内丸型貨物船など高速の新鋭ディーゼル船が就航すると、T型貨物船シリーズ以下日本郵船の貨物船隊は劣勢を強いられることとなり、船舶改善助成施設および優秀船舶建造助成施設を活用してN型貨物船、A型貨物船およびS型貨物船の新鋭船隊を整備。これに伴い、対馬丸など低性能の船隊は入れ替わるようにメインルートからは撤退し、新たに開設された中央アメリカやメキシコ湾岸方面への新航路などに転じたり、他の船会社に売却されていった。対馬丸に限って言えば、1937年（昭和12年）度はカルカッタ線に就航していた。
対馬丸は1941年（昭和16年）9月21日付で日本陸軍に徴傭され、南方作戦に投入された。昭和16年12月21日のリンガエン湾上陸や1942年（昭和17年）2月のパレンバン攻略に参加の後、南方作戦が一段落した5月5日付けで解傭。6月12日からは船舶運営会使用船となり、物資等の輸送任務に就く。第268船団に加入して高雄から六連に向かう途中の1943年（昭和18年）6月5日、船団は北緯30度52分 東経125度29分 / 北緯30.867度 東経125.483度の地点でアメリカの潜水艦シーウルフ (USS Seawolf, SS-197) とティノサ (USS Tinosa, SS-283) の触接を受け、そのうちティノサのみが魚雷を2本発射して対馬丸に魚雷1本が命中するも、幸いにも魚雷は不発に終わった。
シーウルフとティノサは浮上して脱出を図り、シーウルフは船団を護衛していた第36号哨戒艇によって追い払われ、ティノサはスコールの中に逃げ込んだ。10月6日にも、第431船団に加入してサンジャックから高雄に向かう途中に北緯12度21分 東経109度29分 / 北緯12.350度 東経109.483度の地点で雷撃を受けるも、6本の魚雷のうち3本が船底下を通過するという幸運に恵まれた。10月28日付で再び日本陸軍に徴傭され、以降は最後の時まで陸軍徴傭船として行動する。昭和19年5月から6月にかけてはマニラとハルマヘラ島間の輸送船団に加わって増援任務に就いていた。

## 対馬丸事件

### 事件に至るまで
1944年（昭和19年）7月、サイパンの戦いが終結し、アメリカ軍は同島からB-29爆撃機を出撃させることが可能となり、無着陸で北海道・東北北部を除く日本のほぼ全土を空襲できるようになった。これを受けて政府は、沖縄県知事泉守紀に宛てて『本土決戦に備え、非戦闘員である老人や婦女、児童計10万人を本土または台湾への疎開をさせよ』との命令を通達した。一方で、沖縄本島などへ展開させる兵員や軍需物資の輸送も同時に行う事となり、一部を除いて往路は軍事輸送、復路は疎開輸送に任じる事となった。
疎開に当たり児童の親などからは疎開輸送に軍艦の投入を要請する声もあったが、日本海軍には既にこれに充てる軍艦の余裕などはあまり無く、そのほとんどをC船に頼らざるを得なかった。辛うじて、第十一水雷戦隊（高間完少将・海軍兵学校41期）や呉練習戦隊、呉潜水戦隊からの艦艇が、疎開輸送に投入できる艦艇の主力であった。もっとも、全ての沖縄県民が疎開を望んでいたかといえばそうでもなく、未知の土地への移動に難色を示す者もいて疎開希望者はなかなか集まらず、最終的には軍が隣組長や国民学校長を通じて、疎開割当者を半ば強制的に確保する命令を出した。
対馬丸も、この命令に基づいて兵員輸送と疎開活動に当たっていた輸送船の1隻であった。対馬丸の1944年（昭和19年）8月の行動はおおよそ判明している。8月1日3時、対馬丸はモ05船団に加入して門司を出港する。この時の対馬丸には船舶工兵第二十六連隊第一中隊の将校以下211名を乗せており、護衛には敷設艦白鷹や駆逐艦「響」などがあたっていた。また、船団の顔ぶれの中には、陸軍輸送船和浦丸（かずうらまる 三菱汽船、6,804トン）および暁空丸（拿捕船、6,854トン）の姿もあった。
8月5日に嘉手納沖に到着したモ05船団は陸軍部隊の揚陸を行った後、対馬丸と暁空丸、和浦丸は上海方面に回航された後、沖縄防衛に充てられる第六十二師団（本郷義夫中将）の兵員や馬匹を搭載して8月16日に呉淞沖を出港して那覇に向かう。対馬丸は兵員2,409名と馬匹40頭を搭載しており、609船団は道中大過なく8月19日に那覇に到着した。この時の護衛には駆逐艦蓮や栂、砲艦宇治がいた。モ05船団にしろ609船団にしろ、対潜水艦作戦能力としては十分ではない面もあったが、ともかくここまでは何事もなかった。

### 事件の経過

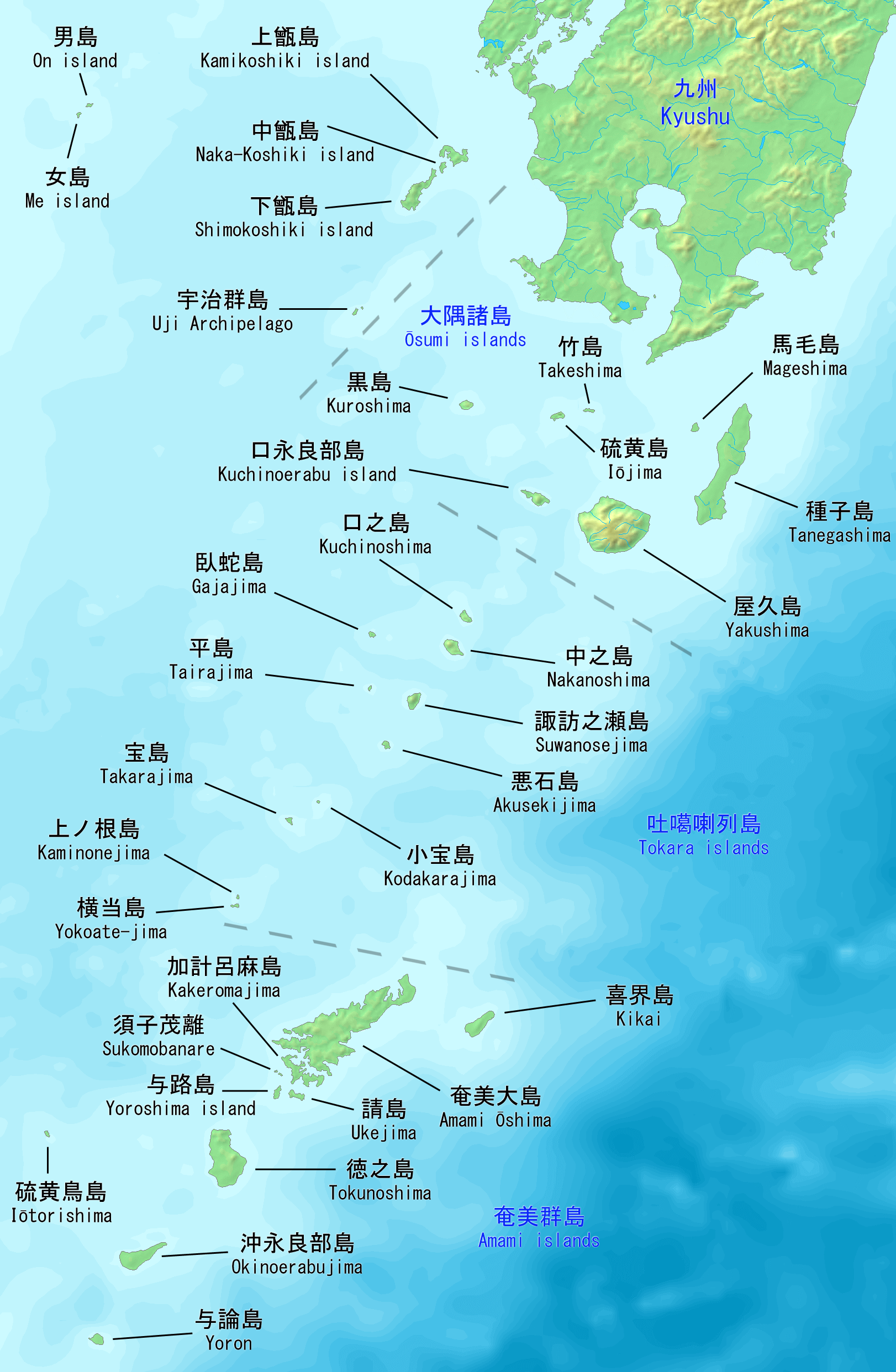
薩南諸島全体図。ほぼ中央部が対馬丸の遭難海域。

8月21日18時35分、対馬丸と暁空丸、和浦丸で構成されたナモ103船団は台風接近による激しい風雨の中、蓮と宇治の護衛を受けて長崎へ向けて那覇を出港する。対馬丸には民間人および那覇国民学校の児童と介添者を合わせた1,661名（1,667名、1,788名の説もある）、上海から転送中の乾繭1,775梱とゴマ1,000梱を乗せていた。また、当時の乗組員は86名であった。他の2隻も疎開者を乗せており、船団最優秀船の和浦丸には学童疎開者だけ1,514名、鹵獲船の暁空丸には一般疎開者だけ約1,400名が乗船した。
対馬丸の乗客の多くは、軍隊輸送船として兵員収容区画へ改装されていた船倉に居住することになったが、階段一つと緊急用の縄梯子があるだけの出入り困難な状態であった。児童たちの対馬丸船内での様子はさまざまで、「まるで修学旅行でも行くかのように」、甲板に出て和浦丸を眺めたり、「先生、ヤマトに行くと雪が見られるでしょう」とまだ見ぬ雪に思いをはせる者、船酔いになるも一晩で回復した者、一晩中寝ずに騒いだ者などもいた。手空きの対馬丸乗組員も児童たちとつきあい、「戦争の話や、前に遭難して助かった話などをした」。
一方、アメリカ潜水艦ボーフィン (USS Bowfin, SS-287) は7月16日に6回目の哨戒で真珠湾を出撃して東シナ海で行動しており、8月10日朝には南大東島に停泊中の機帆船2隻を雷撃で破壊していた。その後は奄美大島、徳之島、伊平屋島、与論島近海で哨戒を行った。8月19日朝には沖縄本島北西海域で前述の609船団を発見しており、浮上攻撃を試みるも逃げられている。8月20日は漁船を見たのみで、8月21日は久米島北西海域で哨戒を行った。
アメリカ海軍は暗号解読などによって、ナモ103船団の予定航路をおおよそ把握していた。8月22日4時10分頃、ボーフィンはレーダーでナモ103船団を探知する。ボーフィンは潜航状態で観測を行ったが、哨戒機2機が「機械的な旋回飛行」しかしなかったとはいえ常時張り付いていたことと、強烈なジャミングを発していたことから「重大任務の船団」と識別して夜間攻撃を行うことに決めた。
8月22日を迎えたばかりの対馬丸の船長室では、西沢武雄船長と陸軍少尉の輸送指揮官との間で激論が交わされていた。西沢船長はこの航路の危険を熟知していたので、ジクザグコースを取る事を主張していた。しかし輸送指揮官は、船団から離れる危険や、到着の遅延への懸念の方を重く見て直線での航行を主張し、結局「軍の命令」ということで直線コースをとった。その頃、10時34分に浮上したボーフィンはナモ103船団を見失っており、全速で予想針路へと急行することとなった。ボーフィンが再びナモ103船団をレーダーで捕捉したのは12時54分頃で、彼我の距離はおよそ42,000ヤード（約38キロメートル）から45,000ヤード（約41キロメートル）であった。
ボーフィンは速力を調節しながらナモ103船団との距離を十分に保ちつつ触接を続けた。19時58分、ボーフィンはナモ103船団への攻撃地点を平島と諏訪之瀬島間の海峡の手前と決め、21時30分に攻撃予定時刻に設定の上、全速力で攻撃予定海域へと向かった。夜を迎えた対馬丸の船内では、引率教師が児童たちに救命胴衣の着用を指示し、児童のうち3分の1は上甲板上のいかだに寝場所をこしらえて寝ることとなった。前日の夜とは違い、雨がぱらついてきたので船倉へ移ったり、疲れで前日ほどの元気のない者がいた。
一方のボーフィンは20時53分頃には平島を後方6マイルに、諏訪之瀬島を左舷前方8マイルに、悪石島を右舷前方6マイルに臨む海域に到達した。ボーフィンからは対馬丸と暁空丸がしばし重なるように見え、21時22分にはついにナモ103船団の全貌を視界内にとらえることとなった。ボーフィンは攻撃方法を水上攻撃とし、まず艦首発射管からの魚雷を対馬丸、暁空丸および蓮に対して発射し、面舵で方向を転換した後、艦尾発射管からの魚雷を和浦丸と宇治に対して発射するという攻撃プランを組み立てた。
22時9分、ボーフィンは距離2,800ヤード（約2.6キロメートル）で艦首発射管から魚雷6本を発射し、予定通り面舵で方向転換した後、艦尾発射管からの攻撃に備えた。ボーフィンの観測によれば約1分後、魚雷は「対馬丸と暁空丸の双方に2本ずつ、蓮に1本命中して対馬丸は早くも沈み始め、蓮は粉砕された」というが、実際に被雷したのは対馬丸だけであった。攻撃された対馬丸は見張員が魚雷発射を確認し、ただちに反撃の砲撃にとりかかろうとした。船橋では西沢船長が「取舵一杯、両舷全速前進」を下令した。しかし、いずれの効果もほとんど示さぬまま魚雷は接近し1本は対馬丸の船首前方をかすめ去ったが、続く3本の魚雷が対馬丸の第一、第二、第七船倉左舷に命中した。間を置いて、別の魚雷1本が対馬丸の第五船倉右舷に命中。魚雷命中による夥しい海水の流入で縄梯子はほとんど流され、階段もすぐに海水につかって使えなくなった。階段へいち早く登った者は、暑さに耐えかねて既に甲板に上がっていた者とともに船倉から脱出できた。
西沢船長は「総員退船」を令し、引率教師はなかなか起きない児童を蹴っ飛ばしてまで起こし、何名かの対馬丸乗組員とともに梯子を登らせようとしたが上手くいかず、何人かは梯子を踏みはずして下に転落する有様であった。脱出した者の中にも舷側が高すぎたため、恐怖から海に飛び降りることができなかった者が大勢おり、対馬丸の乗組員は何人かの児童をブルワークから引き離して海に放り投げた。一方、配られた救命胴衣が大きすぎたことでうまく使いこなせず溺れた児童もいた。煙突の方を見れば、児童を背負った女性が4名から5名ばかり登っていたが、煙突の崩落とともに海中に転落した。
魚雷命中から11分後の22時23分頃、対馬丸は大爆発を起こして沈没した。船の爆風で救命ボートが転覆し、生存者は台風襲来の中、筏で漂流しながら救出を待つことになった。漂流は、風雨、三角波、眠気、真水への渇望、錯覚等との戦いでもあった。ボーフィンは船尾発射管から2本の魚雷を発射して1本の命中と対馬丸の確認をした後、横当島方向へと移動していった。
暁空丸、和浦丸と護衛の蓮、宇治は全速力で危険海域から姿を消していった。他船が救助活動を行わなかった理由として、9ヵ月前の1943年（昭和18年）12月21日未明に、対馬丸が沈没した海域に程近い北緯30度26分 東経129度56分 / 北緯30.433度 東経129.933度の地点で発生した、沖903船団の事件が挙げられる。沖903船団は、奄美大島の名瀬港を出航した後、アメリカ潜水艦グレイバック (USS Grayback, SS-208) の魚雷攻撃によって貨客船湖南丸（大阪商船、2,627トン）が轟沈。そして湖南丸の生存者の救助にあたるため、停止していた特設捕獲網艇柏丸（宇和島運輸、515トン）も、またグレイバックの魚雷で撃沈され、湖南丸の船客683名のうち、柏丸に一旦救助された者も含めて576名と、その他乗員が死亡した。そのためナモ103船団の他船は、漂流者救出を断念してその場を去り、数日後に目的地の長崎港に着いている。
また、当時のアメリカ潜水艦は3隻程度のウルフパックを組んで行動していることが多く、護衛不足の船団では二次災害防止のため残存船を逃がすのが最善の策であった。海域を去る際に蓮は爆雷攻撃を行ったが、浮上攻撃のボーフィンに対する攻撃としては意味がなかった。北上していた台風は、大東諸島方面へ逸れた。
犠牲者の遺体の多くは奄美大島・大島郡宇検村などに流れ着いたため、現地には慰霊碑が建立されている。生存者の多くは、トカラ列島の無人島に漂着したり、嵐がやんでから軍から連絡を受けた鹿児島県の奄美大島や揖宿郡山川町（現：指宿市山川町）などの漁船に救出された。最も長い人は10日間の漂流を強いられた。
漂流中、対馬丸の小関保一等運転士は10名ぐらいの児童が乗ったいかだにつかまり、漂流している児童を見つけてはいかだに乗せていた。小関運転士は児童に対して、腰まで水に浸かりながらもあえて座ることとかたまることを指示する。小関運転士の一団は台風に翻弄されながらも必死に耐え、8月23日15時ごろに漁船2隻に救助された。この2隻の漁船に救助されたのは児童、民間人83名、兵7名、乗組員21名であった。
他方、対馬丸の高射砲受け持ちであった吉田薫夫砲手は児童3名といかだで漂流し、軍歌を歌ってしばし気を紛らしたがやがて体力の衰微とともに児童2名が相次いで死亡するという「忘れられぬ悲痛」を体験した後、生き残った児童とともに8月24日に救助された。8月24日に救助されたのは児童、民間人90名、兵13名、乗組員33名であった。
最終的に乗員・乗客合わせて1,484名が死亡し、このうち対馬丸の乗組員は西沢船長以下24名が対馬丸と運命をともにした。一方で、生き残った児童はわずかに59名だった。関連資料によっては60人とされることもある。対馬丸の生存率は学童7％、一般（疎開者）14％、軍人48％、船員72％とする資料もある。

### 事件前後から終戦まで
対馬丸が撃沈された事件については緘口令が布かれたが、疎開先から来るはずの手紙がない事などから、たちまち皆の知るところとなった。このため一時は疎開に対する反発などがあったが、1944年（昭和19年）10月10日の那覇市への空襲（十・十空襲）があってからは疎開者が相次いだ。対馬丸沈没の前後には潜水母艦迅鯨および長鯨、軽巡洋艦長良、練習巡洋艦鹿島などの艦艇も沖縄へ兵力を輸送する任務の帰途に疎開輸送を行った。沖縄からの疎開輸送には、1944年（昭和19年）7月から1945年（昭和20年）3月まで艦船延べ187隻が繰り出され、8万名以上が日本本土と台湾へ疎開した。ただし、この数字にそれ以外の時期や客船や漁船などによる自主的疎開は含まれていない。
対馬丸の他に、事故やアメリカ軍の攻撃によって27隻もの各種船舶が沖縄・奄美近海に沈んだ。その多くは、嘉義丸、湖南丸、宮古丸のような定期船や、富山丸のような軍隊輸送船であった。厚生省の調査では、3月上旬までの沖縄からの187隻の疎開船のうち犠牲者を出したのは対馬丸が唯一の事例である。調査外の時期の疎開船で犠牲者を出した事例としては、約70人が死亡したとみられる尖閣諸島戦時遭難事件が存在する。また、鹿児島県の徳之島からの疎開船武洲丸（日之出汽船、1,222トン）も同年9月25日に潜水艦により撃沈されており、対馬丸以外で唯一潜水艦に撃沈された南西諸島からの疎開船と見られる。
モ05船団、609船団、ナモ103船団で対馬丸と行動をともにした暁空丸は約1ヵ月後の9月18日、節船団で門司から上海に向かう途中にアメリカ潜水艦スレッシャー (USS Thresher, SS-200) の雷撃で沈没し、和浦丸は途中病院船に転じて再び輸送船に戻ったあと、1945年（昭和20年）7月20日に釜山港外で機雷に触れ座礁し放棄され後に浮揚されて韓国船コリアとなった。疎開した民間人の多くは疎開先の本土（主に九州、鹿児島県や熊本県、宮崎県）や台湾で終戦を迎えている。

### 戦後

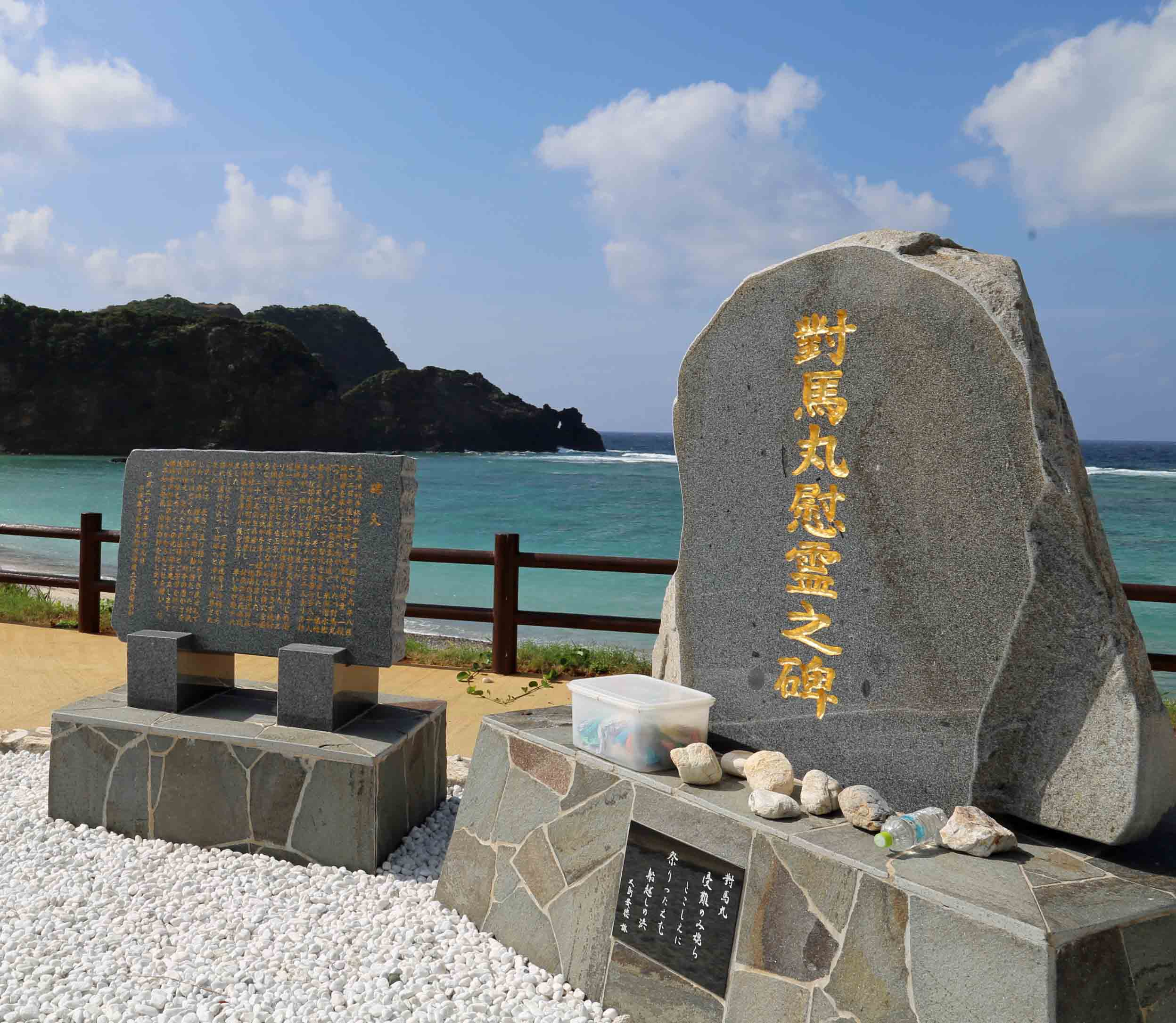
「対馬丸」の慰霊碑

1950年（昭和25年）10月、遺族会が発足。占領下の沖縄で、対馬丸の惨劇を伝え始めた。1953年（昭和28年）、波之上護国寺に慰霊碑「小桜之塔」が建立された（1959年4月に那覇市若狭に移設）。
1972年（昭和47年）5月2日、1964年（昭和39年）の閣議決定（「今次の戦争に関する勤務に従事しこれに関連して死没した軍人軍属およびこれに準ずると認められる者」に対する叙位叙勲）に基づき、犠牲者の最初の叙勲が行われた（学童441名、引率教師・世話人15名、学童付添者171名の合計627名）。このあと1973年（昭和48年）9月26日に2回目の叙勲を実施（学童227名、引率教師・世話人5名、学童付添者74名）。
1975年（昭和50年）、参議院にて沖縄選出の喜屋武眞榮（第二院クラブ）から内閣へ質問主意書が提出され、初めて論議になる。喜屋武による「対馬丸」に関する国会質問はこのあとしばらく途絶える（途中沖縄県知事選挙立候補のため1982年（昭和57年）に議員辞職）が、再当選後の1986年（昭和61年）から1993年（平成5年）にかけて質問を行った。
1977年（昭和52年）、遭難学童の遺族に対して年間36万円の年金支給が始まる。軍属ではない被災者への支給は異例の措置。対象者は約500人。
1982年（昭和57年）、芥川賞作家大城立裕原作のノンフィクション小説『対馬丸』が理論社から出版、それを原作とした75分のアニメーション映画『対馬丸 —さようなら沖繩—』が株式会社シネマワークから発表され、本土でも「対馬丸事件」が広く知られるようになった。
1997年（平成9年）12月12日、沈没した「対馬丸」の船影が発見される。遺族会は国会に引き揚げを要求するが、政府は引き揚げ困難として行わない意向を表明、代替案として「資料館」の建設が決定した。
2004年（平成16年）8月22日、対馬丸記念館が那覇市若狭に開館。
2014年（平成26年）6月27日、天皇・皇后が慰霊碑「小桜の塔」や対馬丸記念館を訪れ、事件の生存者や遺族らと対話をした。
2021年（令和3年）、年金支給資格を持つ遭難学童の遺族の最後の1名が死去したことにより、年金支給の終了が発表される。

### 追悼施設等

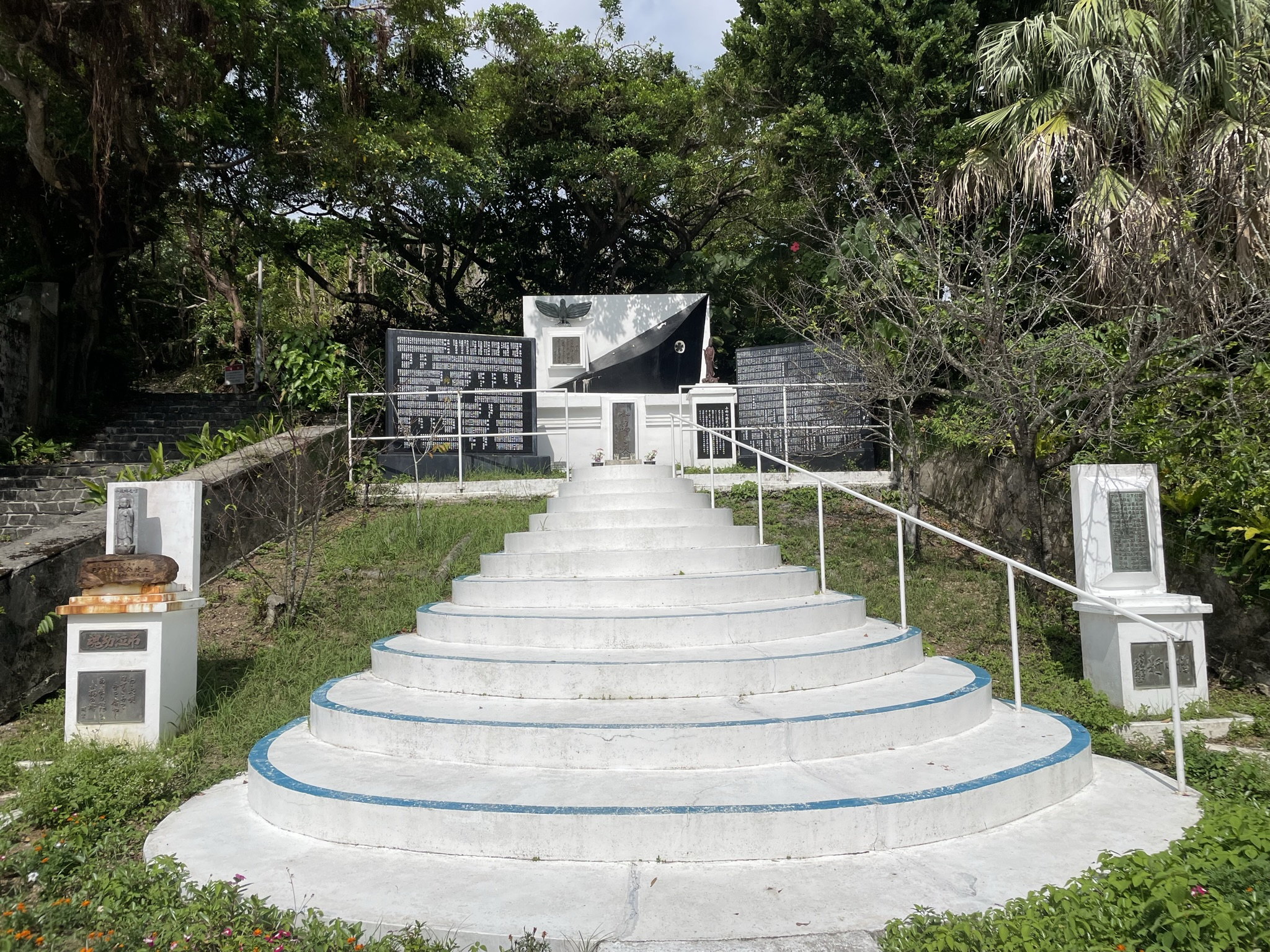
小桜の塔

- 小桜の塔（沖縄県那覇市若狭、1953年5月建立、1959年4月移設）[79]
- 古堅国民学校対馬丸避難学童慰霊碑（沖縄県読谷村字楚辺、1990年8月建立）[79]
- 対馬丸慰霊之碑（鹿児島県宇検村船越（ふのし）海岸、2017年（平成29年）3月19日建立）[82]
- 対馬丸平和のモニュメント（那覇市立垣花小学校敷地内、2022年7月建立）[83]

## 関連作品

### 書籍
- 『悪石島 疎開船学童死のドキュメント』（1961年、大城立裕、嘉陽安男、船越義彰共著 文林書房）
- 『つしま丸のそうなん－沖繩の子どもたち』（あすなろ創作シリーズ）（1972年1月、金沢嘉市、あすなろ書房） ISBN 4751512056
- 『悪石島 学童疎開船対馬丸の悲劇』1975年、大城立裕、嘉陽安男、船越義彰 共著、 おりじん書房）
- 『あゝ学童疎開船対馬丸 記録と証言』（1978年8月、新里清篤、対馬丸遭難者遺族会)　GB554-E1935[84]
- 『対馬丸』理論社の大長編シリーズ（1982年1月、大城立裕著、理論社） ISBN 4652010311
- 『対馬丸 —さようなら沖縄—』アニメ絵本（1982年1月、大城立裕原作、理論社） ISBN 4652020112
- 『脱出』中の「他人の城」（新潮社 1982年7月、吉村昭著、のち文庫）

### アニメーション映画
- 『対馬丸 —さようなら沖繩—』（1982年10月24日、製作：対馬丸製作委員会、プロデュース：シネマワーク）

### その他
- 楽譜『混声合唱組曲　海のトランペット［対馬丸の子どもたち］　児童合唱・混声合唱とピアノのために』（1990年、池辺晋一郎 作曲、全音楽譜出版社）
- 大城立裕『対馬丸』から「撃沈」「死とたたかう漂流」（オーディオブックCD）